# الصالحية (النشابية)
صالحية قرية سوريّة تتبع إداريّاً لمحافظة ريف دمشق منطقة دوما ناحية النشابية، بلغ تعداد سكانها 907 نسمة حسب التعداد السكاني لعام 2004.